# Сокіл мексиканський
Сокіл мексиканський (Falco femoralis) — вид хижих птахів родини соколових (Falconidae).

## Поширення
Поширений в Північній і Південній Америці. Трапляється від північної частини Мексики на південь до Вогняної Землі, але зник у багатьох місцях, включаючи північну та центральну Мексику, за винятком невеликої території Чіуауа. До 1950-х років він зник на крайньому південному заході Сполучених Штатів. Тривають спроби відновити його в Техасі. Природним шляхом повертається до південної частини Нью-Мексико, де спостерігається з 2000 року.

## Опис
Тіло завдовжки 30-40 см, середній розмах крил 90 см, вага 250—475 г. Верхня частина тіла синьо-сіро-чорна, як і більша частина голови, зі звичайними для соколиних «вусами», що контрастують з білим горлом і очима. Верхня частина грудей біла; з боків нижньої частини грудей є чорні плями, які трапляються і посередині; живіт і стегна світло-коричні. Хвіст чорний з тонкими білими або сірими смугами.

## Спосіб життя
Середовищем його проживання є посушливі луки, савани, ставки. Харчується комахами, дрібними хребетними, особливо птахами.

## Підвиди
- F. f. femoralis Temminck, 1822 — від Нікарагуа і Белізу, по всій Південній Америці до Вогняної Землі.
- F. f. pichinchae Chapman, 1925 — помірні зони Колумбії та Перу, північ Чилі та північний захід Аргентини.
- F. f. septentrionalis Todd, 1916 — від північної Мексики до Гватемали.